# 湖龙属
湖龙属（学名：Limnoscelis）是湖龙科的一属。化石见于北美的下二叠统。

## 下属物种
本属包括以下物种：
- Limnoscelis dynatis Berman & Sumida, 1990
- Limnoscelis paludis Williston, 1911